# BMW E3
BMW 2500/2800/3.0 S/3.3 L (BMW:s chassikod: E3) är en personbil, tillverkad av den tyska biltillverkaren BMW mellan 1968 och 1977.

## BMW E3
BMW E3 var den första stora BMW:n sedan ”barockängeln” lagts ned. Den presenterades tillsammans med E9-coupén hösten 1968 och modellerna delade den sexcylindriga M30-motorn. Mycket av tekniken kom från den fyrcylindriga 1500/2000-modellen och BMW satsade mer på körglädjen än konkurrenten Mercedes-Benz. Förutom chassikoden E3 har modellserien inget samlingsnamn utan fick heta 2500 och 2800 och 3.0 och 3.3 efter storleken på de olika motorerna som erbjöds. På tyska har man valt samlingsnamnet Große Klasse och på engelska New Sixes. Modellen efterträddes av BMW 7-serie.

## Modeller

### 2500
I september 1968 introducerades BMW 2500. Motorn var en sexcylindrig version av den fyrcylindriga M10-motorn i 1500/2000-modellen och motorfamiljerna delar en mängd komponenter.
Prestanda: Acc 0–100 km/h 10,4 sek. Toppfart 190 km/h.

### 2800
I januari 1969 startade produktionen av BMW 2800. Utöver den större motorn hade modellen även rikligare utrustning. I februari 1975 introducerades även BMW 2.8 L, med 10 cm längre hjulbas för bättre innerutrymmen. I USA var den stora BMW:n svårsåld på grund av sitt höga pris, och den billigare 2500-varianten ansågs för klen. Importören Max Hoffman bad således BMW att ta fram en variant kallad BMW Bavaria, där den enklare utrustade och lättare 2500:n fick den starkare 2800-motorn. Från modellåret 1972 fick Bavarian 3-litersmotorn istället.
Prestanda: Acc 0–100 km/h 9,4 sek. Toppfart 200 km/h.

### 3.0 S/Si/L
På Internationella bilsalongen i Genève 1971 tillkom BMW 3.0 S, med en större motor. Senare under året tillkom BMW 3.0 Si med Bosch D-Jetronic bränsleinsprutning. Från februari 1975 fanns även BMW 3.0 L med längre hjulbas. Till modellåret 1976 byttes bränsleinsprutningen i Si-modellen till den modernare L-Jetronic, för lägre bränsleförbrukning.
Prestanda: Acc 0–100 km/h 7,8 (8,4) sek. Toppfart 211 (205) km/h. Prestanda hos förgasarversionen inom parentes.

### 3.3 L/Li
I oktober 1973 introducerades toppmodellen BMW 3.3 L. Bilen hade fått 10 cm längre hjulbas för att förbättra benutrymmet i baksätet och bättre kunna konkurrera med Mercedes-Benz S-klass. I juli 1975 fick bilen en insprutningsmotor BMW 3.3 Li (de allra flesta med L-jetronic) med något mindre slagvolym än 3.3 L.
Prestanda: Acc 0–100 km/h 8,5 sek.
Toppfart 208 km/h.

## Motor
| Modell      | Motor               | Cylindervolym | Effekt     | Bränslesystem                                                                       |
| ----------- | ------------------- | ------------- | ---------- | ----------------------------------------------------------------------------------- |
| 2500        | 6-cyl radmotor SOHC | 2494 cm³      | 150 hk     | Dubbla förgasare                                                                    |
| 2800/2.8 L  | 6-cyl radmotor SOHC | 2788 cm³      | 170 hk     | Dubbla förgasare                                                                    |
| 3.0 S/3.0 L | 6-cyl radmotor SOHC | 2985 cm³      | 180 hk     | Dubbla förgasare                                                                    |
| 3.0 Si      | 6-cyl radmotor SOHC | 2985 cm³      | 195-200 hk | Bränsleinsprutning D-jetronic fram till sept. 1975 och därefter L-jetronic          |
| 3.3 L       | 6-cyl radmotor SOHC | 3299 cm³      | 190 hk     | Dubbla förgasare                                                                    |
| 3.3 Li      | 6-cyl radmotor SOHC | 3210 cm³      | 200 hk     | Bränsleinsprutning, några få exemplar med D-jetronic men de allra flesta L-jetronic |